# العلاقات الآيسلندية اليمنية
العلاقات الآيسلندية اليمنية هي العلاقات الثنائية التي تجمع بين آيسلندا واليمن.

## مقارنة بين البلدين
هذه مقارنة عامة ومرجعية للدولتين:
| وجه المقارنة                                              | آيسلندا          | اليمن         |
| --------------------------------------------------------- | ---------------- | ------------- |
| المساحة (كم2)                                             | 103.00 ألف       | 555.00 ألف    |
| عدد السكان (نسمة)                                         | 317.35 ألف       | 28.25 مليون   |
| الكثافة السكانية (ن./كم²)                                 | 3.08             | 50.9          |
| العاصمة                                                   | ريكيافيك         | صنعاء، عدن    |
| اللغة الرسمية                                             | اللغة الآيسلندية | اللغة العربية |
| العملة                                                    | كرونة آيسلندية   | ريال يمني     |
| الناتج المحلي الإجمالي (بليون دولار)                      | 23.91 مليار      | 18.21 مليار   |
| الناتج المحلي الإجمالي (تعادل القوة الشرائية) بليون دولار | 15.79 مليار      | 75.69 مليار   |
| الناتج المحلي الإجمالي الاسمي للفرد دولار أمريكي          | 50.17 ألف        | 1.41 ألف      |
| الناتج المحلي الإجمالي للفرد دولار أمريكي                 | 46.55 ألف        |               |
| مؤشر التنمية البشرية                                      | 0.899            | 0.498         |
| رمز المكالمات الدولي                                      | +354             | +967          |
| رمز الإنترنت                                              | .is              | يمن           |
| المنطقة الزمنية                                           | 00، أوروبا/لندن ‏ | ت ع م+03:00   |

## منظمات دولية مشتركة
يشترك البلدان في عضوية مجموعة من المنظمات الدولية، منها:
| علم المنظمة | اسم المنظمة                               | تاريخ انضمام آيسلندا | تاريخ انضمام اليمن |
| ----------- | ----------------------------------------- | -------------------- | ------------------ |
|             | يونسكو                                    | 8 يونيو 1964         | 2 أبريل 1962       |
|             | مؤسسة التمويل الدولية                     | 20 يوليو 1956        | 22 مايو 1970       |
|             | المركز الدولي لتسوية المنازعات الاستشارية | 14 أكتوبر 1966       | 20 نوفمبر 2004     |
|             | منظمة حظر الأسلحة الكيميائية              | ?                    | ?                  |
|             | مؤسسة التنمية الدولية                     | 19 مايو 1961         | 22 مايو 1970       |
|             | وكالة ضمان الاستثمار متعدد الأطراف        | 25 سبتمبر 1998       | 12 مارس 1996       |
|             | الاتحاد البريدي العالمي                   | ?                    | ?                  |
|             | الاتحاد الدولي للاتصالات                  | 1 أكتوبر 1906        | 1931               |
|             | منظمة الشرطة الجنائية الدولية             | ?                    | ?                  |
|             | الأمم المتحدة                             | 19 نوفمبر 1946       | 30 سبتمبر 1947     |
|             | البنك الدولي للإنشاء والتعمير             | 27 ديسمبر 1945       | 3 أكتوبر 1969      |

## وصلات خارجية
- موقع وزارة الخارجية الآيسلندية